# Groot dooiermos
Groot dooiermos (Xanthoria parietina), ook wel steenkorstmos, is een veel voorkomende en opvallende soort korstmos uit de familie Teloschistaceae (dooiermosachtigen). Het groeit op schors van bomen, op steenachtige ondergrond als beton, baksteen, cement en stoeptegels, zelfs op asbest en op het asfalt van rustige wegen.

## Determinatie
Groot dooiermos is een bladvormig korstmos met een meestal heldergeel tot oranje thallus; soms is het ook deels of geheel grijs. Groeit de soort op beschaduwde plekken, dan is de kleur van het thallus vaak groen. De onderkant is wittig. De lobben zijn vrij hoekig en ondiep ingesneden. Meestal zijn er apotheciën (schotelvormige vruchtlichamen) aanwezig, die van binnen donkeroranje zijn gekleurd en tot 2 cm groot kunnen zijn. De soort wordt wel verward met klein dooiermos en oranje dooiermos. De eerste heeft echter geen lobben en bestaat vrijwel alleen uit een bolletje met apothecia. De tweede verschilt in de meer oranje kleur, het bobbelige thallus en de (schaarse) apothecia met gekerfde rand.
De gele kleurstof parietinezuur werd vroeger wel gebruikt als verfstof. De gele kleurstof wordt bloedrood wanneer deze in aanraking komt met een sterke base, zoals kaliloog of natronloog. Dit soort kleurreacties wordt veel gebruikt bij determinatie om korstmossen op naam te brengen.
Het heeft de volgende kenmerkende kleurreacties: K+ (paars), C-, KC- en P-.

## Verspreiding
Groot dooiermos komt vooral voor op basische substraten en is een indicator voor eutrofe of zelfs hypertrofe omstandigheden. De soort is zeer algemeen in gebieden met intensieve veehouderij: de aanwezigheid van ammoniak bevordert de groei. Sinds de jaren 1980 komt de soort in Nederland (en andere delen van Europa) steeds meer voor, omdat ze kan profiteren van verontreiniging door verbindingen met stikstof. In de systematiek van de mossen- en korstmossengemeenschappen is groot dooiermos een differentiërende soort van de klasse van haarmutsen en vingermossen (het geslacht Physcia).

## Trivia
- De volgende parasieten komen voor op groot dooiermos is Didymocyrtis slaptonensis, Illosporiopsis christiansenii, Lichenoconium xanthoriae, Telogalla olivieri, Tremella occultixanthoriae, Xanthoriicola physciae.